# Judy Strong
Judy Strong, född den 26 mars 1960 i Northampton, MassachusettsUSA, är en amerikansk landhockeyspelare.
Hon tog OS-brons i damernas landhockeyturnering i samband med de olympiska landhockeytävlingarna 1984 i Los Angeles.